# Списак улица Источне Илиџе
Следећи списак садржи називе улица у Источној Илиџи:

## Списак
| Списак улица Источне Илиџе        | |                                                                    |
| назив улице                       | личност/догађај/топоним по којој је названа | дио града/насеље                                                   |
| 4. августа                        | 4. август, дан одбране Војковића, Грлице и Крупца у Одбрамбено-отаџбинском рату. | Грлица, Војковићи                                                  |
| 9. јануара                        | 9. јануар Дан Републике Српске | Кула                                                               |
| А                                 | |                                                                    |
| Аеродромска                       | Аеродром | Бутмир                                                             |
| Академика Војина Комадине         | Војин Комадина српски композитор и први генерални секретар Академије наука и умјетности Републике Српске. | Доње Младице                                                       |
| Академика Николе Кољевића         | Никола Кољевић српски политичар и теоретичар модерне књижевности. | Доње Младице                                                       |
| Академика Петра Мандића           | Петар Мандић српски педагог и члан Академије наука и умјетности Републике Српске. | Соко                                                               |
| Б                                 | |                                                                    |
| Бановић Страхиње                  | Бановић Страхиња јунак из српских епских пјесама. | Добриња I                                                          |
| Бесаровића                        | Ристо Ђ. Бесаровић српски политичар који је активно учествовао у друштвеном и политичком животу Сарајева. | Доње Младице                                                       |
| Бранка Радичевића                 | Бранко Радичевић српски романтичарски пјесник. Радичевић је уз Ђуру Даничића био најоданији сљедбеник Вукове реформе правописа српског језика и увођења народног језика у књижевност. | Горње Младице                                                      |
| Бранка Ћопића                     | Бранко Ћопић српски и југословенски књижевник. | Војковићи                                                          |
| Бојовића                          | Петар Бојовић српски и југословенски војвода (фелдмаршал). | Горње Младице                                                      |
| В                                 | |                                                                    |
| Васиља Грђића                     | Васиљ Грђић српски национални, политички и културни радник из источне Херцеговине. | Кула, Доњи Которац                                                 |
| Видовданска                       | Видовдан непокретни вјерски празник кога празнују Српска православна црква (15. јуна по јулијанском календару, 28. јун по грегоријанском) | Војковићи                                                          |
| Вогошћанска                       | Вогошћа град и општина у Кантону Сарајево. | Кула, Горњи Которац                                                |
| Војводе Мишића                    | Живојин Мишић српски и југословенски војвода (фелдмаршал). | Војковићи                                                          |
| Војводе Ђујића                    | Момчило Ђујић српски четнички војвода командант Динарске дивизије. | Доње Младице                                                       |
| Војводе Радомира Путника          | Радомир Путник српски војвода. | Соко, Бијело Поље, Кула                                            |
| Г                                 | |                                                                    |
| Гаврила Принципа                  | Гаврило Принцип члан тајне дружине, унутар ширег покрета Млада Босна, која је извршила атентат на аустроугарског престолонаследника Франца Фердинанда и његову супругу Софију у Сарајеву 28. јуна 1914. | Горњи Которац                                                      |
| Гатачка                           | Гацко град у сјевероисточном дијелу Источне Херцеговине. | Павловац                                                           |
| Грбавичка                         | Грбавица насеље у општини Ново Сарајево. | Кула                                                               |
| Д                                 | |                                                                    |
| Дабробосанска                     | Митрополија дабробосанска епархија Српске православне цркве. | Соко                                                               |
| Дедијерова                        | Владимир Дедијер академик, историчар, публициста новинар и учесник НОР-а. | Насеље Старосједилаца                                              |
| Дерокова                          | Јован Дероко активни капетан II класе Југословенске војске. | Доње Младице                                                       |
| Добродо                           | Истоимено насеље. | Касиндо                                                            |
| Доктора Миодрага Лазића           | Миодраг Лазић, српски примаријус, хирург и књижевник, које је био годину дана ратни хирург добровољац у Републици Српској Крајини (јун 1991 — јул 1992) и Републици Српској (сеп. 1992 — феб. 1996), за шта га је Патријарх српски Павле одликовао орденом Светог Саве. | Добриња I                                                          |
| Драже Михаиловића                 | Драгољуб Михаиловић армијски генерал и начелник штаба Врховне команде Југословенске војске у отаџбини. | Насеље Старосједилаца                                              |
| Друге сарајевске бригаде          | 2. сарајевска лака пјешадијска бригада пјешадисјка јединица Војске Републике Српске у саставу Сарајевско-романијског корпуса. | Шешлије, Војковићи, Крупац                                         |
| Ђ                                 | |                                                                    |
| Е                                 | |                                                                    |
| Ж                                 | |                                                                    |
| З                                 | |                                                                    |
| Зорана Боровине                   | Зоран Боровина пуковник Војске Републике Српске. | Павловац                                                           |
| И                                 | |                                                                    |
| Иве Андрића                       | Иво Андрић српски и југословенски књижевник и дипломата Краљевине Југославије. За вријеме социјалистичке Југославије, дио ове улице је носио назив Лукавичка цеста. | Насеље Старосједилаца, Добриња IV                                  |
| Илиџанска                         | Илиџа град и општина у Кантону Сарајево. | Горњи Которац                                                      |
| Ј                                 | |                                                                    |
| Јагоде Јанковић                   | Јагода Јанковић, дjeвојка која је мучки убијена у протеклом рату. | Нова Добриња                                                       |
| Јована Дучића                     | Јован Дучић српски и југословенски писац, песник и дипломата и један је од најзначајнијих пјесника српског модернизма и најзначајнији лиричар. | Павловац                                                           |
| К                                 | |                                                                    |
| Касиндолског батаљона             | Касиндолски батаљон ратна јединица 2. сарајевске лаке пјешадијске бригаде. | Касиндо, Горње Младице, Доње Младице                               |
| Колубарска                        | Колубара река у западној Србији, десна притока Саве, дуга око 123 km. | Горње Младице                                                      |
| Л                                 | |                                                                    |
| Љ                                 | |                                                                    |
| М                                 | |                                                                    |
| Меше Селимовића                   | Меша Селимовић истакнути српски и југословенски писац из Босне и Херцеговине, који је стварао у другој половини 20. вијека. | Кула                                                               |
| Милоша Обилића                    | Милош Обилић српски витез из средњег вијека, који се често спомиње и у српској епској народној поезији. Он је витез који је убио турског султана Мурата Iу Косовској бици. | Војковићи, Грлица (Источна Илиџа)                                  |
| Милоша Црњанског                  | Милош Црњански српски књижевник и један од најзначајнијих стваралаца српске литературе XX вијека. | Горње Младице                                                      |
| Младичка                          | Горње Младице истоимено насеље. | Горње Младице                                                      |
| Мухамеда и Владимира Мехмедбашића | Мухамед Мехмедбашић, српски и југословенски револуционар. Као младобосанац био је учесник у атентату на аустроугарског престолонаследника Франца Фердинанда. Владимир Мехмедбашић, српски и босанскохерцеговачки акушер. Прославио се као ратни љекар у насељу Српска Илиџа. У најтежим условима, успјешно је обавио неколико хиљада порођаја и операција, због чега је био омиљени доктор у тој регији. | Нова Добриња                                                       |
| Н                                 | |                                                                    |
| Најдановића Др Милутина           | Милутин Најдановић српски доктор. | Доње Младице                                                       |
| Николе Тешановића                 | Никола Тешановић командант Војске Републике Српске. | Добриња I                                                          |
| Њ                                 | |                                                                    |
| О                                 | |                                                                    |
| Обала Војводе Степе               | Степа Степановић српски и југословенски војвода (фелдмаршал). | Шешлије                                                            |
| Обрада Попадића                   | Обрад Попадић начелник Штаба Илиџанске бригаде. | Доње Младице                                                       |
| Осјечка                           | Осјек, насеље у општини Илиџа. | Кула                                                               |
| Отаџбинска                        | Отаџбина | Кула                                                               |
| П                                 | |                                                                    |
| Павловића                         | Павловићи српска средњовековна породица која је у доба краљевине Босне (крај XIV и прва половина XV века) управљала источним и југоисточним деловима данашње Босне и Херцеговине, званом Земље Павловића. | Павловац                                                           |
| Петра Милошевића                  | Петар Милошевић српски књижевник, историчар књижевности, антологичар и универзитетски професор у Будимпешти. | Доње Младице                                                       |
| Петра Сарајевског                 | Петар Зимоњић српски светитељ. | Војковићи                                                          |
| Професора Жарка Видовића          | Жарко Видовић, српски историчар уметности, ликовни критичар и историчар цивилизације за кога се сматра да је у вагону, на путу за Јасеновац, записао пјесму „Ђурђевдан”. | Нова Добриња                                                       |
| Р                                 | |                                                                    |
| Равногорска                       | Равна Гора висораван која се простире на западним и југозападним обронцима планине Сувобор у Западној Србији. За вријеме социјалистичке Југославије, дио ове улице је носио назив 12. трансверзала. | Доњи Которац, Горњи Которац, Васковићи, Шешлије, Војковићи, Крупац |
| Рајловачка                        | Рајловац насеље у Општини Нови Град Сарајево. | Бутмир                                                             |
| Ристе Анђића                      | Ристо Анђић командант Војске Републике Српске из Војковића. | Војковићи                                                          |
| С                                 | |                                                                    |
| Сарајевских Солунаца              | Солунски добровољци из града Сарајева и околине. | Павловац                                                           |
| Светог Николе                     | Свети Никола епископ Мире Ликијске у Малој Азији (тада Римско царство, данашња Турска). | Доње Младице                                                       |
| Светосавска                       | Светосавље православно хришћанство српског стила и искуства утемељено на лику и дјелу Светог Саве. | Горњи Которац                                                      |
| Славка Леовца                     | Славко Леовац српски књижевник, књижевни критичар, историчар, председник Академије наука и умјетности Републике Српске и члан Сената Републике Српске. | Доње Младице                                                       |
| Славенска                         | Словени најбројнија етно-лингвистичка група у Европи. | Доње Младице                                                       |
| Слободана Братића                 | Слободан Братић борац Војске Републике Српске. | Доње Младице                                                       |
| Слободана Јањића                  | Слободан Јањић командант Јуришног батаљона у саставу Илиџанске бригаде Војске Републике Српске. | Доње Младице                                                       |
| Слободана Мијића                  | Слободан Мијић | Војковићи                                                          |
| Солунска                          | Солун други по величини и значају град у Грчкој, после Атине. | Грлица                                                             |
| Соколска                          | Соколски покрет јединствена витешка организација чији је циљ био физичко и морално васпитање југословенских држављана. Основан је почетком децембра 1929. | Касиндо                                                            |
| Срђана Кнежевића                  | Срђан Кнежевић командант јединице Бели вукови Војске Републике Српске и бивши замјеник начелника Центра јавне безбједности Српско Сарајево. | Шешлије                                                            |
| Српских владара                   | Српски владари (жупани, кнезови, Банови деспоти, краљеви и цареви. За вријеме социјалистичке Југославије, дио ове улице је носио назив Булевар УСАОЈ-а. | Добриња I                                                          |
| Српских извиђача                  | Извиђачи организација, дјеце младих и одраслих Срба. | Крупац                                                             |
| Српских јунака                    | Јунаци српске историје. | Грлица                                                             |
| Српских палих бораца              | Срби пали током свим ратова. | Војковићи                                                          |
| Стаке Скендерове                  | Стака Скендерова је прва жена јавни и културни радник међу Србима у Сарајеву, која је 19. октобра 1858. године отворила прву женску школу у Сарајеву. | Капија Града                                                       |
| Старине Новака                    | Старина Новак један од најпознатијих српских хајдука, који је касније постао војсковођа у служби влашког кнеза Михаја Храброг. | Горњи Которац                                                      |
| Стевана Синђелића                 | Стеван Синђелић српски војсковођа у Првом српском устанку. Погинуо је у боју на Чегру, дигавши у ваздух шанац пун Турака. | Војковићи                                                          |
| Т                                 | |                                                                    |
| Трг Илиџанске бригаде             | Илиџанска бригадапјешадијска јединица Војске Републике Српске у саставу Сарајевско-романијског корпуса. За вријеме социјалистичке Југославије, овај трг је носио назив Трг Вилијама Шекспира | Добриња IV                                                         |
| Трг Краља Александра              | Други краљ Краљевине Срба, Хрвата и Словенаца, а касније и Краљевине Југославије (1929—1934). Био је други син краља Петра и кнегиње Зорке, кћерке црногорског краља Николе Петровића. За вријеме социјалистичке Југославије, овај трг је носио назив Трг Ивана Рибара. | Добриња I                                                          |
| Трг Мирослава Берјана             | Мирослав Берјан, борац и командант Војске Републиек Српске са територије Илиџе. | Шкрбино Поље                                                       |
| Ћ                                 | |                                                                    |
| Ћоровића                          | Светозар Ћоровићједан од познатијих српских приповједача из херцеговачког краја. | Горњи Которац                                                      |
| У                                 | |                                                                    |
| Ф                                 | |                                                                    |
| Филипа Вишњића                    | Филип Вишњић један од најпознатијих српских гуслара и твораца српских народних пјесама. | Павловац                                                           |
| Х                                 | |                                                                    |
| Хајдук Вељкова                    | Хајдук Вељко српски хајдук и јунак Првог српског устанка . | Горње Младице                                                      |
| Хаџићка                           | Хаџићи град и општина у Кантону Сарајево. | Васковићи                                                          |
| Ц                                 | |                                                                    |
| Царице Милице                     | Милица Хребељановић владарка Србије, жена српског кнеза Лазара, средњовековна списатељка и православна светитељка. | Горње Младице, Доње Младице                                        |
| Ч                                 | |                                                                    |
| Џ                                 | |                                                                    |
| Ш                                 | |                                                                    |